# Aleisanthiopsis distantiflora
Aleisanthiopsis distantiflora är en måreväxtart som först beskrevs av Elmer Drew Merrill, och fick sitt nu gällande namn av Christian Tange. Aleisanthiopsis distantiflora ingår i släktet Aleisanthiopsis och familjen måreväxter. Inga underarter finns listade i Catalogue of Life.